# Magnus liber organi
Der magnus liber organi („Großes Buch des Organum“) ist eine mittelalterliche Sammlung von organa und clausulae, also mehrstimmiger Abschnitte der Choräle. Das Werk, mit vollständigem Titel Magnus liber organi de graduali et antiphonario pro servitio divino („Großes Buch des Organum zum Graduale und Antiphonar für den Gottesdienst“), ist das musikgeschichtlich bedeutendste Zeugnis der Notre-Dame-Schule des späten 12. und 13. Jahrhunderts.

## Entstehung
Der magnus liber organi ist das Werk mehrerer Autoren und geht – so notierte es ein in der Forschung als Anonymus IV bezeichneter späterer Bearbeiter um 1279 – auf den Pariser Magister Léonin zurück, der seine Studien und Kompositionen im letzten Viertel des 12. Jahrhunderts niederlegte. Léonin schrieb vor allem zweistimmige schweifende Organa, die in dieser Zeit die Parallelorgana (Quintorganum, Quartorganum) und die einstimmige Singweise des gregorianischen Chorals ablösten. Der etwas jüngere Pérotin entwickelte die zweistimmigen Stücke Léonins dann zu drei- und vierstimmigen Organa weiter. Da durch das Hinzutreten einer dritten und vierten Stimme die freie Rhythmik des gregorianischen Chorals nicht mehr anwendbar und eine feste Rhythmisierung der einzelnen Stimmen zur Ordnung des Gesamtablaufs unabdingbar war, verwendete Pérotin in seinen Beiträgen zum magnus liber organi sechs verschiedene modellhafte clausulae, den sogenannten Modalrhythmus, der sich an Versmaßen der Antike orientierte.

## Überlieferung
Der magnus liber organi ist hauptsächlich in drei mittelalterlichen Handschriften überliefert, die alle aus dem 13. Jahrhundert stammen und separat als Grundlage für die wissenschaftliche Gesamtedition des Werks dienen:
- Firenze, Biblioteca Medicea Laurenziana, Plut. 29.1 (13. Jahrhundert, Frankreich),[2] auch bekannt als Antifonario Mediceo („Antiphonar der Medici“)[3]
- Wolfenbüttel, Herzog August Bibliothek, Guelf. 628 Helmst. (13. Jahrhundert, Schottland)[2]
- Wolfenbüttel, Herzog August Bibliothek, Guelf. 1099 Helmst. (13. Jahrhundert, Frankreich)[2]

Zwischen 1993 und 2009 erschien unter Federführung des US-amerikanischen Musikhistorikers Edward Hugo Roesner eine siebenbändige kritische Edition des Magnus liber organum auf Basis dieser Handschriften mit französisch- und englischsprachiger Übersetzung bzw. Kommentar, zu der einige flankierende Spezialstudien zu Entstehungszeit und Aufbau hinzugekommen sind.

## Editionen
Faksimile/Microfiche
- Edward H. Roesner (Hrsg.): Antiphonarium seu magnus liber organi de gradali et antiphonario [ms. Firenze, Biblioteca Medicea Laurenziana, Pluteus 29.1] (= Codices illuminati medii aevi, Band 25). München 1996, ISBN 3-89219-045-3.
- Digitalisat (PDF) von Pluteus 29.1.

Kritische Gesamtausgabe
- Edward H. Roesner (Hrsg.): Le Magnus Liber Organi de Notre-Dame de Paris.
  - Band 1: Les quadrupla et tripla de Paris, bearb. von Edward H. Roesner. Les Remparts, Monaco 1993, ISBN 2-87855-001-3.
  - Band 2: Les organa à deux voix pour l'office du manuscrit de Florence, Bibliotheca Medicea-Laurenziana, plut. 29.1. bearb. von Mark Everist. Les Remparts, Monaco 2003, ISBN 2-87855-002-8.
  - Band 3: Les organa à deux voix pour la Messe (de Noël à la fête de Saint-Pierre et Saint-Paul) du manuscrit de Florence, Biblioteca Medicea-Laurenziana, plut. 29.1, bearb. von Mark Everist. Les Remparts, Monaco 2001, ISBN 2-87855-003-X.
  - Band 4: Les organa à deux voix pour la messe (de l'assomption au commun de saints) du manuscrit de Florence, Biblioteca Medicea-Laurenziana, plut. 29.1, bearb. von Mark Everist. Les Remparts, Monaco 2002, ISBN 2-87855-004-8.
  - Band 5: Le Magnus Liber Organi de Notre-Dame de Paris. Les clausules à deux voix du manuscrit de Florence, Biblioteca Medicea-Laurenziana, Pluteus 29.1, bearb. von Rebecca Baltzer. Les Remparts, Monaco 1995, ISBN 2-87855-005-6.
  - Band 6.1–6.2: Les organa à deux voix du manuscrit de Wolfenbüttel, Hertzog August Bibliothek, Cod. Guelf. 1099 Helmst. bearb. von Thomas B. Payne. Les Remparts, Monaco 1996, (verteilt auf zwei Bände) ISBN 2-87855-006-4 und, ISBN 2-87855-007-2.
  - Band 7: Les organa et les clausules à deux voix du manuscrit de Wolfenbüttel, Herzog August Bibliothek, Cod. Guelf. 628 Helmst., bearb. von Edward H. Roesner; Plaints Chants. bearb. von Evan Angus MacCarthy/Greta-Mary Hair. Les Remparts, Monaco 2009, ISBN 978-2-87855-008-5.